# Jonathan Wolff
Jonathan Wolff (Louisville, Kentucky, 23 de octubre de 1958) es un compositor estadounidense, reconocido por crear la música de una variedad de series de televisión y largometrajes como Seinfeld, Will & Grace, Married... with Children y Unhappily Ever After.

## Filmografía

### Como compositor
- 1982 : Square Pegs
- 1984 : Dreams
- 1987 : Prince Charmant
- 1988 : Los Angeles History Project
- 1989 : 227
- 1989 : ABC Afterschool Specials
- 1989 : Living Dolls
- 1989 : One of the Boys
- 1989 : The All New Mickey Mouse Club
- 1990 : Sugar and Spice
- 1990-1998 : Seinfeld
- 1991-1992 : Yo Yogui!
- 1992 : Camp Wilder
- 1992 : Flying Blind
- 1992 : Rachel Gunn, R.N.
- 1992 : Vinnie & Bobby
- 1992-1997 : Married... with Children
- 1993 : The Boys
- 1994 : Blue Skies
- 1994 : Good Advice
- 1994 : Hardball
- 1994 : Someone Like Me
- 1994 : The Good Life
- 1995 : A Whole New Ballgame
- 1995 : Double Rush
- 1995 : My Wildest Dreams
- 1995-1996 : Can't Hurry Love
- 1995-1996 : Hudson Street
- 1995-1999 : Caroline in the City
- 1995-1999 : Unhappily Ever After
- 1996 : Boston Common
- 1996 : Townies
- 1996-2000 : Malcolm & Eddie
- 1997 : Carol
- 1997 : Head Over Heels
- 1997 : The Naked Truth
- 1997-1998 : The Tony Danza Show
- 1998 : Holding the Baby
- 1998 : Kelly Kelly
- 1998 : Reunited
- 1998 : That's life
- 1998 : The Army Show
- 1998 : You're the One
- 1998-1999 : Smart Guy
- 1998-2002 : The Hughleys
- 1998-2006 : Will & Grace
- 1999 : Grown Ups
- 1999 : Movie Stars
- 1999 : Work with Me
- 1999-2000 : Action
- 2000 : DAG
- 2000 : Talk to Me
- 2000-2001 : Geena
- 2000-2001 : Rude Awakening
- 2001 : Go Fish
- 2001 : The Fighting Fitzgeralds
- 2001-2002 : One on One
- 2001-2004 : According to Jim
- 2002 : The Rerun Show
- 2002-2003 : Good Morning, Miami
- 2002-2004 : Reba
- 2002-2005 : Less Than Perfect
- 2003 : Regular Joe
- 2003-2004 : It's All Relative
- 2004 : The Stones